# Denver Nuggets (1948-1950)
I Denver Nuggets furono una squadra professionistica di basketball con sede a Denver in Colorado (USA), attiva tra il 1948 e il 1950.
I Nuggets giocarono la stagione 1948-49 nella NBL, mentre durante la stagione 1949-50 parteciparono al campionato NBA. I Nuggets furono inoltre la prima franchigia professionistica sportiva del Colorado.
Nel 1950-51 cambiarono nome in Denver Refiners, giocando nella NPBL. Durante la stagione si spostarono a Evansville, diventando gli Evansville Agogans.

## Stagioni
| Stagione | Lega | Denominazione                      | V  | P  | %    | Piazzamento | Play-off |
| -------- | ---- | ---------------------------------- | -- | -- | ---- | ----------- | -------- |
| 1948-49  | NBL  | Denver Nuggets                     | 18 | 44 | 29,0 | 5º          | -        |
| 1949-50  | NBA  | Denver Nuggets                     | 11 | 51 | 17,7 | 6º          | -        |
| 1950-51  | NPBL | Denver Refiners/Evansville Agogans | 18 | 22 | 45,0 | 2º          | -        |